# (18062) 1999 XY187
(18062) 1999 XY187 è un asteroide troiano di Giove del campo greco. Scoperto nel 1999, presenta un'orbita caratterizzata da un semiasse maggiore pari a 5,143948 UA e da un'eccentricità di 0,049124, inclinata di 17,386584° rispetto all'eclittica. Ha un diametro di 30,334 km, un periodo di rotazione di 9,773 ore e un'albedo di 0,092.